# Amicus Curiae
Amicus Curiae (auch amicus curiæ, Pl. amici curiae, lat. „Freund des Gerichts“, englisch Friend of the Court, abgekürzt amicus) dient insbesondere im US-amerikanischen Recht zur Beschreibung einer unbeteiligten Person oder Personenmehrheit, der es gestattet wird, zu wichtigen Fragen eines anhängigen Rechtsstreits Stellung zu nehmen.
Der amicus curiae hebt wesentliche fachliche Aspekte des Rechtsstreits und möglicher Entscheidungen hervor. Er kann vertiefte Informationen und Sachkenntnis dem entscheidenden Gericht zur Verfügung stellen. Indes braucht er nicht völlig unabhängig zu sein. Maßgeblich ist, nicht Partei zu sein. Häufig sind die Interessen des amicus indirekt durch den Rechtsstreit und die Entscheidung betroffen. Es ist auch statthaft, eine Interessenseite oder einen Teilaspekt zuzuspitzen und pointiert vorzutragen. Gerade im Widerstreit und in der Gewichtung der Argumente erweist er dem Gericht einen „Freundschaftsdienst“.
Der amicus curiae hat keine eigenständigen Verfahrensrechte, was ihn von einem Nebenintervenienten und einem im Wege der Streitverkündung/Streitverkündigung oder Beiladung am Verfahren beteiligten Dritten unterscheidet (vgl. § 67 2. Halbsatz, § 74 Abs. 1 ZPO, § 66 VwGO). Anders als ein gerichtlich bestellter Sachverständiger ist er nicht auf die im Beweisbeschluss vorgegebene Sachfrage (Tatsachenfrage) beschränkt. Er darf auch Rechtsfragen aufwerfen; außerdem ist er nicht zur Unparteilichkeit verpflichtet.

## Rechtsgeschichte
Die Beteiligung außenstehender Dritter an der richterlichen Entscheidungsfindung geht zurück auf die juristisch gebildeten Assessoren, die in der klassischen römischen Antike den Kaiser bei dessen Rechtsprechung berieten und das daran anknüpfende Verfahren der Aktenversendung im gemeinen Recht. Das Rechtsinstitut des amicus curiae entstammt jedoch dem angloamerikanischen Prozessrecht.

## USA

### Bedeutung
Im Common Law tritt der amicus als eine Art parteiischer Sachverständiger im öffentlichen Interesse auf, etwa in Verfahren, in denen es um Bürgerrechte, Kapitalverbrechen, Umweltschutz oder Fragen der Gleichberechtigung geht. Ist etwa ein Unternehmen an einem Rechtsstreit beteiligt, so können sich auch andere Unternehmen mit ähnlichen Interessen sowie Interessensverbände, Gewerkschaften, Arbeitgeberorganisationen oder die American Civil Liberties Union äußern.

### Prozessrechtliche Stellung

#### Zugang zum Verfahren
Amici curiae können natürliche Personen, juristische Personen, Interessenverbände oder auch staatliche Behörden sein. Es kommen auch Parteien anderweitig anhängiger Prozesse, in denen es um vergleichbare Rechtsfragen geht, als amicus in Betracht. Voraussetzung für die Zulassung ist, dass dieser
- ein Interesse an der Sache belegt
- die Parteien zustimmen, das Gericht die Beteiligung als amicus anordnet oder das Gericht einem Antrag auf Zulassung des amicus statt gibt (Motion of Leave);[5] Regierungsbehörden dürfen ohne weiteres zum Verfahren Stellung nehmen[6]
- die Stellungnahme des amicus für das Gericht hilfreich sein kann.

Eine gesetzliche Regelung findet sich in Rule 37 Abs. 1 der Verfahrensordnung des US Supreme Court und in Rule 29 der Federal Rules of Appellate Procedure.
Gegen eine Ablehnung als amicus durch das Gericht ist kein Rechtsmittel möglich. 80 % der Zulassungsanträge sind erfolgreich, es steht jedoch im Ermessen des Gerichts, das Vorbringen eines amicus bei seiner Entscheidung auch inhaltlich zu berücksichtigen.

#### Verfahrensrechte des amicus
Der amicus teilt seine Rechtsansicht dem Gericht in einem Schriftsatz ähnlich einem Privatgutachten mit. Die Schriftsätze müssen bestimmten formalen Anforderungen genügen und können in der Regel nur von einem bei dem betreffenden Gericht postulationsfähigen Rechtsanwalt eingereicht werden. Prominente Beispiele sind Lori Fisler Damrosch oder die britische Kanzlei Allen & Overy. Der Schriftsatz wird als brief ‘amicus curiae’ oder amicus brief bezeichnet. Dieser muss eine neue Sicht darstellen, welche von den Parteien bislang nicht oder nicht vollständig vorgebracht wurde. Im Schriftsatz können sowohl Tatfragen als auch Rechtsfragen behandelt werden.
Der amicus hat jedoch kein Antragsrecht und darf keine Prozesshandlungen vornehmen. Er darf sich auch nur im Rahmen des Parteivorbringens äußern.
Der amicus wird zwar als „Freund des Gerichts“ angesehen, ist in der Praxis jedoch meist an einem bestimmten Prozessausgang interessiert und unterstützt somit eine der Verfahrensparteien. Er argumentiert also nicht unabhängig und neutral.
Die amici sind in der US-amerikanischen Praxis vor allem auf die Verfahren vor Gerichten der höheren Instanz, wie den 13 Bundesberufungsgerichten (Federal Courts of Appeals), dem US Supreme Court, und den Appellations- und Obersten Gerichtshöfen der einzelnen Bundesstaaten konzentriert, die entsprechend größere Bedeutung für eine bestimmte Interessensgruppe oder die Allgemeinheit haben können, wenn es sich um die Auslegung von Gesetzen oder der Verfassung eines Staates oder der der Vereinigten Staaten handelt. Kritiker bemängeln den Lobbyismus bestimmter Nichtregierungsorganisationen sowie anderer Interessenverbände in ihrer Rolle als amici und deren Einflussnahme auf die Rechtsprechung.
Die Gerichte können einem amicus für seine Tätigkeit im Einzelfall eine Entschädigung zusprechen.

## Deutschland
Auch wenn deutschem Recht eine Figur wie der amicus curiae fremd ist, ist am Prozess unbeteiligten Dritten eine Nebenintervention, auch auf eigene Initiative hin, gestattet. Näheres regelt der dritte Titel im zweiten Abschnitt der Zivilprozessordnung, wie beispielsweise § 66 und § 70.

### Verfassungsgerichtsbarkeit
Mit Gesetz vom 16. Juli 1998 wurden § 27a und § 23 Abs. 2 neu in das BVerfGG eingefügt. Das Bundesverfassungsgericht kann danach „sachkundigen Dritten“ Gelegenheit zur Stellungnahme geben und sie dazu auffordern, sich binnen einer bestimmten Frist zu äußern.
§ 27a BVerfGG schafft für die bis dahin nur auf die Geschäftsordnung des Bundesverfassungsgerichts (BVerfGGO) gestützte Praxis des Bundesverfassungsgerichts, zur Verbreiterung seiner Entscheidungsgrundlage über den Kreis der Beitritts- und Äußerungsberechtigten hinaus auch sachkundigen Dritten (z. B. gesellschaftlichen Gruppen, Verbänden) Gelegenheit zur Stellungnahme zu geben (vgl. § 22 Abs. 4, § 41 BVerfGGO), eine ausdrückliche gesetzliche Grundlage. Die vom Bundesverfassungsgericht nach dieser Vorschrift im Einzelfall – und von Verfahren zu Verfahren unterschiedlich – um Stellungnahme gebetenen sachkundigen Dritten erhalten dadurch jedoch keine den in §§ 77, 82 Abs. 1 und 3, § 83 Abs. 2, §§ 84, 85 Abs. 2, §§ 88 und 94 Abs. 1 BVerfGG genannten Äußerungsberechtigten vergleichbare verfahrensrechtliche Stellung, insbesondere keine eigenen prozessualen Rechte.
Die Stellungnahmen sachkundiger Dritter werden insbesondere in Verfahren der Verfassungsbeschwerde und in Normenkontrollverfahren angefordert.
In den ersten Jahren nach Gründung des Bundesverfassungsgerichts mussten gerichtliche Normenkontrollanträge dem Bundesverfassungsgericht über das jeweils zuständige oberste Bundesgericht vorgelegt werden. Dies nutzten die weiterleitenden Bundesgerichte dazu, Rechtsgutachten zu der gerichtlichen Vorlage zu erstatten und teilweise zu veröffentlichen, bis 1955 der Erste Senat ein Ende dieser „wesensfremden“ Gutachten beschloss.

### Fachgerichtsbarkeit
In bestimmten Verfahren wird sachkundigen Dritten selbst eine Prozessführung ermöglicht, insbesondere über das Verbandsklagerecht. Im Fall der gesetzlichen Prozessstandschaft steht dem Verband ein eigenes Klagerecht kraft Gesetzes zu (vgl. z. B. § 64 BNatschG oder § 15 BGG), im Fall der gewillkürten Prozessstandschaft wird ein Verband dazu von der prozessführungsbefugten Partei ermächtigt (vgl. § 85 SGB IX).
Die nach bestimmten Verfahrensordnungen vorgesehenen Beistände hingegen unterstützen lediglich die Klagepartei, ohne selbst Prozesspartei zu sein (vgl. beispielsweise § 23 Abs. 2 AGG).
Diese Beteiligungsformen Dritter sind jedoch von der Rechtsstellung eines amicus abzugrenzen.
Im Interesse einer einheitlichen Anwendung des europäischen Kartellrechts im gesamten Binnenmarkt, seit dem 1. Dezember 2009 in Art. 101, 102 AEUV geregelt, arbeitet die Europäische Kommission mit den nationalen Wettbewerbsbehörden und Gerichten zusammen. Rechtsgrundlage sind Art. 11 ff. der Verordnung (EG) Nr. 1/2003 des Rates vom 16. Dezember 2002. Ein deutsches Gericht kann die Europäische Kommission um Stellungnahme zu Fragen ersuchen, die die Anwendung der Art. 101 und 102 AEUV betreffen (§ 90a Abs. 3 GWB).

## Österreich
Nach österreichischem Prozessrecht ist die Beiziehung eines Amicus Curiae nur sehr eingeschränkt möglich. Prozessrechtlich gesehen ist dies die Erstattung eines Privatgutachtens durch einen Dritten, welcher nicht Verfahrenspartei ist, zur Unterstützung einer der Verfahrensparteien.
Die Zulassung eines Amicus Curiae in Österreich (die „Vereinigung Österreichischer StrafverteidigerInnen“) wurde erstmals in einem Verfahren vor dem Verfassungsgerichtshof beantragt und negativ beschieden: „Eine Beteiligung kommt schon deswegen nicht in Frage, weil Derartiges im VfGG für das Gesetzes- und Verordnungsprüfungsverfahren nicht vorgesehen ist und auch eine (aus § 35 VfGG ableitbare) sinngemäße Anwendung von Bestimmungen der Zivilprozessordnung (etwa jener über die Nebenintervention [§ 17 ff. ZPO]) mangels einer gleichartigen Sachlage nicht in Betracht kommt.“

## Liechtenstein
Das liechtensteinische Zivilprozessrecht ist weitgehend aus Österreich rezipiert und es ist daher die Beiziehung eines Amicus Curiae ebenfalls nur sehr eingeschränkt möglich. Bislang hat sich jedoch der Oberste Gerichtshof und der Staatsgerichtshof mit der Frage nicht befasst. In der Praxis werden Lehre und Rechtsprechung aus Österreich bei der Rechtsprechung in Liechtenstein jeweils berücksichtigt.

## Internationale Gerichtsbarkeit

### EFTA-Gerichtshof
Nach Art. 20 der Satzung können die Regierungen der EFTA-Staaten, die EFTA-Überwachungsbehörde, die Europäische Union und die Europäische Kommission beim EFTA-Gerichtshof Schriftsätze einreichen oder schriftliche Erklärungen zu anhängigen Verfahren abgeben. Ein Beispiel ist das Kottke-Verfahren von 2010, in dem sich außer dem Kläger und der Beklagten auch das Fürstentums Liechtenstein, die EFTA-Überwachungsbehörde und die Europäische Kommission geäußert haben.

### Europäischer Gerichtshof
In Vorabentscheidungsverfahren nach Art. 267 AEUV können außer den Parteien des Ausgangsrechtsstreits auch die Mitgliedstaaten, die Europäische Kommission in ihrer Rolle als Hüterin der Verträge sowie die Organe, von denen die Handlung, deren Gültigkeit oder Auslegung streitig ist, ausgegangen ist, beim EuGH Schriftsätze einreichen oder schriftliche Erklärungen abgeben, unter bestimmten Voraussetzungen außerdem die Vertragsstaaten des EWR-Abkommens und die EFTA-Überwachungsbehörde sowie Drittstaaten, die Vertragsstaaten eines vom Europäischen Rat über einen bestimmten Bereich geschlossenen Abkommens sind.

### Europäischer Gerichtshof für Menschenrechte
Gemäß Art. 36 EMRK in Verbindung mit Art. 44 der Verfahrensordnung des Europäischen Gerichtshofs für Menschenrechte (EGMR) ist die Hohe Vertragspartei, deren Staatsangehörigkeit der Beschwerdeführer besitzt, berechtigt, in Verfahren der Individual- und der Staatenbeschwerde schriftliche Stellungnahmen abzugeben und an den mündlichen Verhandlungen teilzunehmen. Im Interesse der Rechtspflege kann der Präsident des Gerichtshofs jeder Hohen Vertragspartei, die in dem Verfahren nicht Partei ist, oder jeder betroffenen Person, die nicht Beschwerdeführer ist, Gelegenheit geben, schriftlich Stellung zu nehmen oder an den mündlichen Verhandlungen teilzunehmen. Außerdem kann der Kommissar für Menschenrechte des Europarats schriftliche Stellungnahmen abgeben und an den mündlichen Verhandlungen teilnehmen.
Zu den betroffenen Personen, die nicht Beschwerdeführer sind, zählen Internationale Organisationen, NGOs, nationale Verbände und Unternehmen sowie Privatpersonen. Das Deutsche Institut für Menschenrechte hat sich 2011 an dem Verfahren zur Sterilisierung ohne Einwilligung beteiligt.
Die vor dem EGMR auftretenden Personen oder Organisationen handeln nicht neutral und unabhängig. Sie sind im Gegenteil an einem bestimmten Ausgang des Verfahrens interessiert und legen dies auch offen dar. Dabei schließen sie sich jedoch im Verfahren nicht einer der Verfahrensparteien an. Diese Dritten erhalten für ihre Tätigkeit vor dem EGMR keine Entschädigung.

### Internationale Gerichte und Schiedsgerichtsbarkeit
Der Internationale Gerichtshof (ICJ), der Internationale Strafgerichtshof (IStGH) sowie die zwischenstaatliche Schiedsgerichtsbarkeit wie die internationalen Schiedsgerichte zu Anlage- und Investmentstreitigkeiten lassen eine Etablierung der Rolle eines sachkundigen Dritten in internationalen Verfahren erkennen.
Rule 103 der Verfahrensordnung für den Internationalen Gerichtshof sieht ein schriftliches oder mündliches Vorbringen durch einen als solchen bezeichneten amicus curiae ausdrücklich vor. Art. 34 in Verbindung mit Art. 65 ff. der Statuten des Internationalen Strafgerichtshofs sehen schriftliche und mündliche Stellungnahmen internationaler Organisationen in Form von advisory opinions vor, darunter die ILO, die WHO oder die UNESCO.
Art. 13 der Verfahrensordnung für die Streitschlichtung vor dem Dispute Settlement Body der WTO erlaubt das Ersuchen um information and technical advice bei sachkundigen Dritten.